# Carlo Ottolenghi
Carlo Ottolenghi (Venezia, 14 luglio 1879 – Solferino, 23 settembre 1945) è stato un dirigente d'azienda italiano, direttore generale della Assicuratrice Italiana fino al 1938, quando per le leggi razziali fu collocato a riposo dal consiglio di amministrazione della compagnia.

## Biografia
Figlio di Giuseppe Ottolenghi, nato a Reggio Emilia nel 1845, benemerito del Risorgimento come volontario nella guerra del 1866, insegnante di matematica e commediografo a Venezia, pensava di diventare poeta o letterato.
Dopo gli studi al Liceo Marco Foscarini di Venezia si iscrisse alla Università di Padova dove si laureò in legge il 14 novembre 1906. Contemporaneamente dirigeva il giornale Venezia-Lido, periodico settimanale dei Bagni e dell'Esposizione.

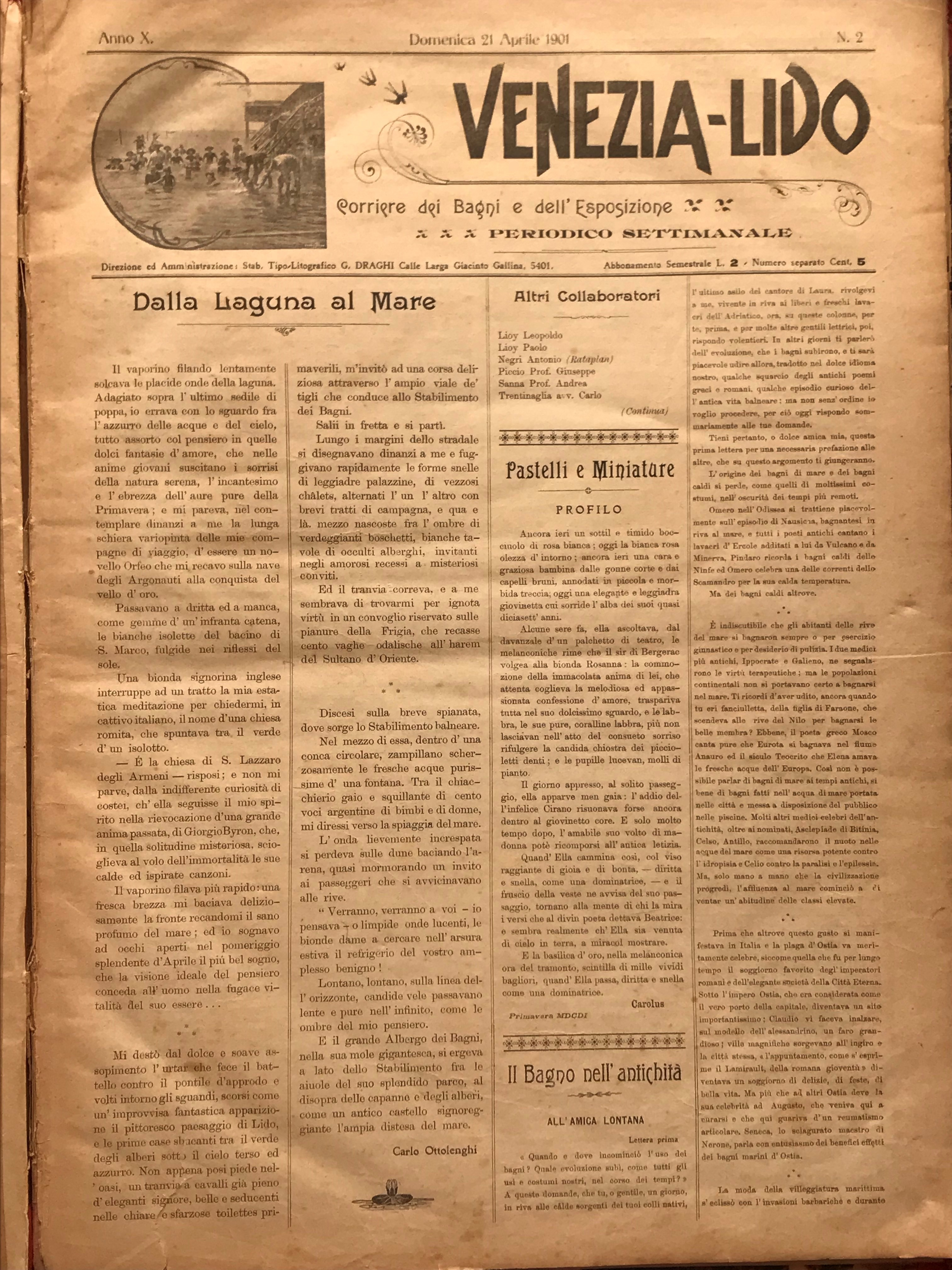
Venezia Lido Anno X n. 2 del 21 aprile 1901

Nel 1907 fu assunto nell'Ufficio Sinistri responsabilità civile della Assicuratrice Italiana, società del gruppo RAS fondata nel 1898 con il concorso del Credito Italiano e specializzata nel ramo Infortuni e Responsabilità Civile. Nel 1911 scrisse un memoriale contro l'introduzione del monopolio statale sulle assicurazioni vita.
Dopo essere stato procuratore e condirettore, fu nominato Direttore nel 1932, collaborando con l'allora presidente ing. Giovanni Pavia (1863-1932), zio del presidente della RAS Arnoldo Frigessi di Rattalma. Nel 1934 divenne Direttore Generale con due direttori alle sue dipendenze, Attilio Moiraghi e Mario Pontremoli.

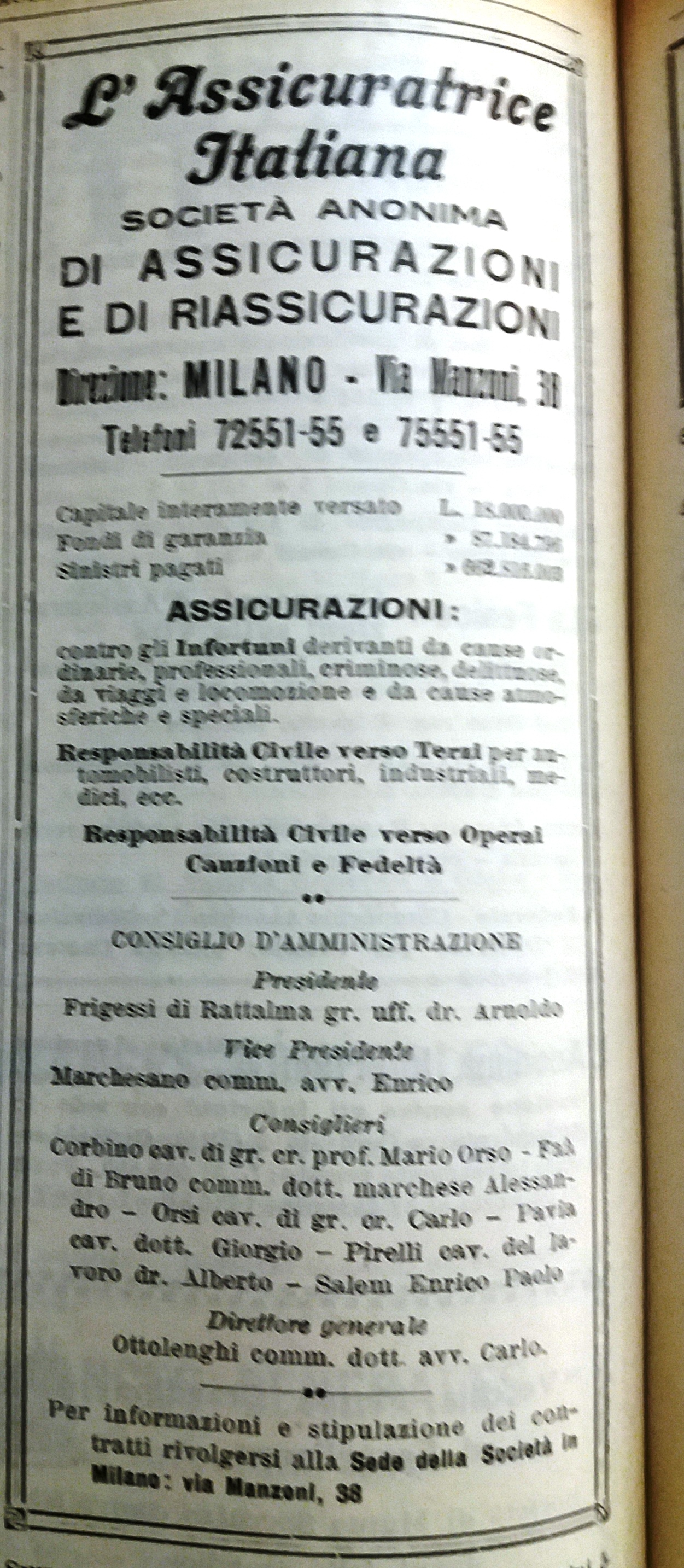
L'Assicuratrice Italiana nella Guida Savallo di Milano del 1936

Diede forte impulso all'espansione della compagnia all'estero. Nel quarantennio della compagnia nel 1938 il consiglio di amministrazione e il collegio sindacale affermarono che “a lui va il merito della prosperità a cui la Società è giunta”.
Fu membro del Consiglio Provinciale delle Corporazioni di Milano e del Consiglio della Confederazione Nazionale Fascista del Credito e delle Assicurazioni, Presidente del Sindacato Interprovinciale del Credito e delle Assicurazioni, Presidente del Sindacato Nazionale Infortuni, Presidente della Commissione Sindacale e della Federazione Nazionale delle Imprese Assicuratrici e della Commissione Legale della stessa Federazione.
Nel 1932, in occasione del venticinquesimo anniversario della sua assunzione, gli fu donata dalla compagnia una medaglia d'oro con il motto del cardinale di Richelieu “non deserit alta” (non abbandona la sommità) e una pergamena. In quell'occasione gli fu riconosciuto anche il merito di aver “difeso strenuamente gli interessi delle Società esercenti il ramo Vita minacciate dal monopolio di Stato e quelli delle Società per il ramo infortuni, compromessi dall'assorbimento da parte dello Stato delle assicurazioni operaie”, gli furono indirizzati telegrammi di congratulazioni per l'opera svolta da parte delle massime autorità dello Stato, dal presidente della Camera dei Deputati Giovanni Giurati al ministro delle Corporazioni Giovanni Bottai, da Italo Balbo ad Alberto Pirelli e al presidente della Confindustria Stefano Benni. Si fa anche riferimento alla creazione dell'INA da parte del governo Giolitti nel 1912 e alla cessazione del suo monopolio sulle assicurazioni sulla vita nel 1923.
A causa della sua origine ebraica e nonostante si fosse battezzato per sposare una moglie cattolica con cerimonia religiosa, il 31 dicembre 1938 fu collocato a riposo dal consiglio di amministrazione della Assicuratrice Italiano a causa delle leggi razziali fasciste. Una lettera anonima del 17 dicembre 1938 degli impiegati fascisti al Prefetto aveva denunciato il fatto che fosse ancora direttore generale della Compagnia nonostante le leggi razziali che impedivano agli ebrei di dirigere compagnie di assicurazione.
Rimase consulente del Presidente della Compagnia. Il suo allontanamento dalla direzione della Compagnia fu deplorato da Piero Sacerdoti, allora direttore della Protectrice, consociata della RAS in Francia, e dal gerente della Agenzia Generale di Roma con due lettere personali inviate a Ottolenghi nel gennaio del 1939. Ottolenghi rispose a Sacerdoti il 17 gennaio 1939 con una lettera in cui scrisse: "Gli eventi per me dolorosi non mi turbano lo spirito, perché so di aver ben operato, di non aver nulla a rimproverarmi nella mia vita pubblica e privata, e di aver servito con intatta fede il Partito e l'Italia. Continuerò ancora così domani perché ogni sacrificio mi pare sopportabile quando la mia coscienza rimanga serena e tranquilla. L'unico mio cruccio è per la mia buona signora, che ariana di nascita, sente il riverbero di una situazione a cui è perfettamente estranea. Nel collocarmi a riposo il Consiglio della Assicuratrice Italiana ha voluto riservarmi un'opera di consulenza che ho ritenuto di accettare, per mantenere i contatti con la Compagnia e col Gruppo a cui ho dedicato per 32 anni la miglior parte della mia vita e della mia opera."
In seguito ai bombardamenti di Milano si trasferì a Solferino, dove la moglie aveva una casa di famiglia e qui morì il 23 settembre 1945. A Solferino la sua origine ebraica non era nota e non dovette nascondersi. Non ebbe figli.

## Onorificenze

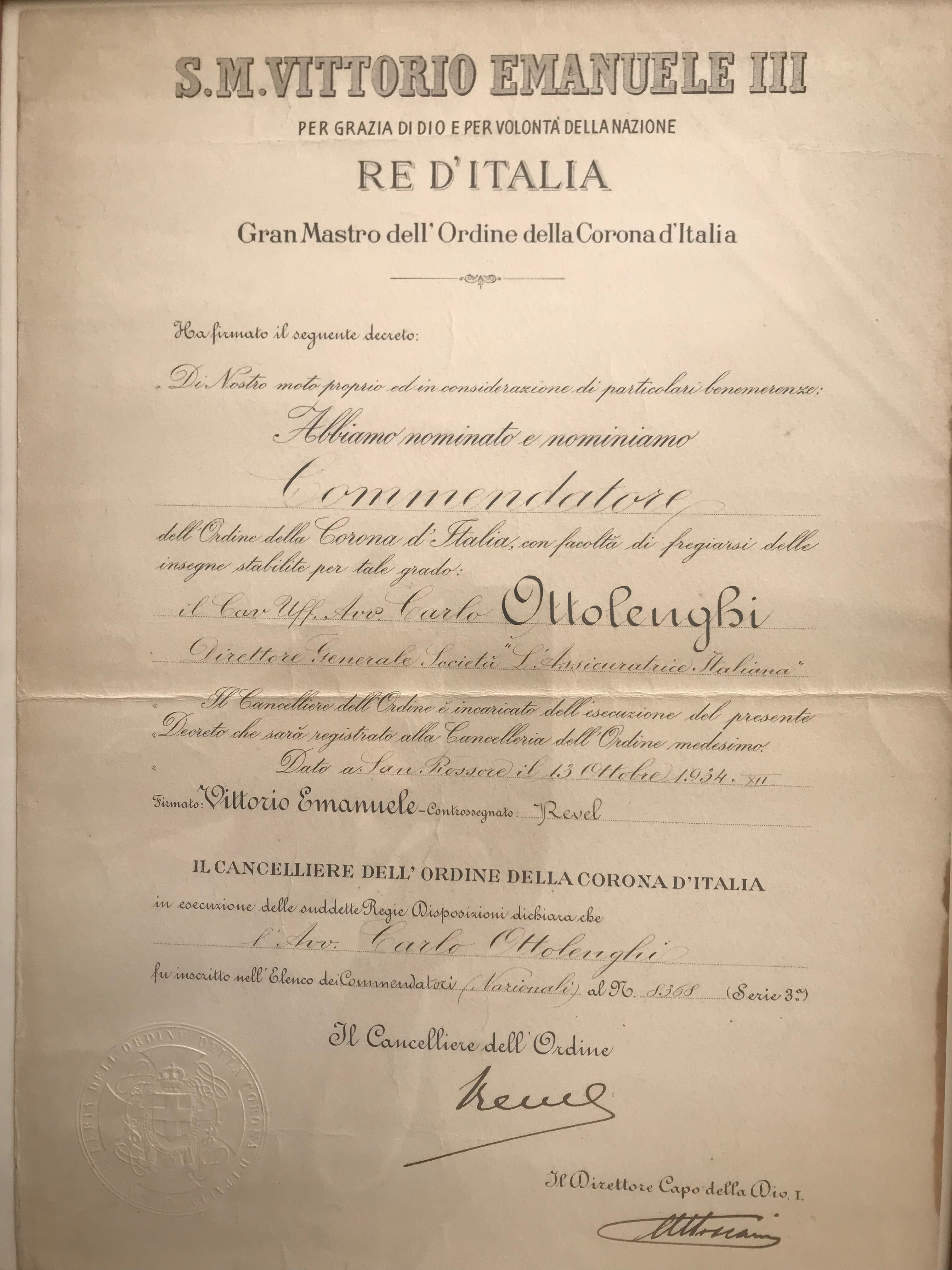
Nomina a Commendatore il 13 ottobre 1934

Onorificenze italiane